# Premio Nacional de Música en Composición (Colombia)
El 'Premio Nacional de Música en Composición Ezequiel Bernal' es un galardón que premia la mejor composición musical publicada en Colombia y que el Ministerio de Cultura de esta nación, a través de su Programa Nacional de Estímulos, concede con el fin de fomentar la creación musical. Cada año, el formato instrumental que se pide para este premio cambia y los convocados deben ajustarse al formato solicitado.

## Historia
El Premio Nacional de Música en Composición fue creado por iniciativa del músico Boyacense Ezequiel Bernal Nacido en Guateque y fallecido en Bogotá en 1925, gran mecenas de la música en Colombia, pedagogo, compositor y arreglista, así como prospero comerciante  de principios del siglo XX en Bogotá,  

## Premiados
| Año  | Premiado                             | Origen             | Obra ganadora                                                                         | Jurados | Nombre exacto del premio |
| ---- | ------------------------------------ | ------------------ | ------------------------------------------------------------------------------------- | --- | --- |
| 2011 | Sergio Augusto Cote Barco            | Santander          | Likchanchiy                                                                           | Manuel Galduf Alejandro Zuleta Jaramillo Amparo Ángel                                                              | Premio Nacional de Música en Composición para Banda Sinfónica e Instrumento Solista. |
| 2012 | Rubén Darío Gómez Prada              | Santander          | Tríptico para flauta y banda de vientos                                               | Miguel Ángel Casas Barreto Blanca Cecilia Espinosa Arango José Rafael Pascual Vilaplana                            | Premio Nacional de Música en Composición para Banda Sinfónica e Instrumento Solista. |
| 2012 | Desierto                             | -                  | -                                                                                     | Miguel Ángel Casas Barreto Blanca Cecilia Espinosa Arango José Rafael Pascual Vilaplana                            | Premio Nacional de Música en Composición para Jóvenes Compositores Hasta 25 años. |
| 2013 | Harold Fidel Gutiérrez Hoyos         | Bogotá, D. C.      | Andanzas latinoamericanas                                                             | Enrique Barrios González Alfonso Dávila Ribeiro Paul Anthony Mc Rac                                                | Premio nacional de música en composición para orquesta sinfónica infantil juvenil. |
| 2014 | Daniel Felipe Taborda Huigita        | Antioquia          | Primera suite para banda sinfónica en ritmos colombianos                              | David Alan Mackenzie Fernando Ferrer Martínez Guillermo Carbó Ronderos                                             | Premio nacional de música en composición para banda sinfónica y formato urbano. |
| 2015 | James Díaz Acosta                    | Bogotá, D. C.      | Luces de Saturno, concierto para trío de percusión y orquesta sinfónica               | Gustavo Adolfo Parra Arévalo Felipe Aguirre Quintero Teodoro Aparicio Barberán                                     | Premio Nacional de música en composición para orquesta sinfónica con dúo, trío o cuarteto. |
| 2016 | Daniel Cuéllar Trujillo              | Antioquia          | Shir Hashirim: Preludio y Canto sobre la primera sección de El cantar de los cantares | Diego David Vega Riveros Frank Julien E. De Vuyst Alberto Guzmán Narango                                           | Premio Nacional de música en composición para coro y formato de cámara. |
| 2017 | Juan Carlos Padilla Rincón           | Bogotá, D. C.      | Rutas del tao                                                                         | Diego David Vega Riveros Frank Julien E. De Vuyst Alberto Guzmán Narango                                           | Premio Nacional de música en composición para Banda Sinfónica y Coro. |
| 2018 | Desierto                             | -                  | -                                                                                     | Blanca Cecilia Espinosa Arango Francisco Alcides Enrique Manuel Cubides Greiffenstein María Teresa Guillén Becerra | Premio Nacional de Música en composición para Orquesta Sinfónica, Coro Mixto (Satb), Coro de Niños y Jóvenes de Condiciones Especiales. |
| 2019 | Mateo Sepúlveda Ríos                 | Risaralda          | (Bi)centenario                                                                        | Jorge Humberto Pinzón Malagón Gustavo Adolfo Parra Arévalo Alba Lucía Potes Cortés                                 | Premio nacional de música en composición en conmemoración del Bicentenario de la Independencia de Colombia 1819 - 2019 para orquesta sinfónica, percusión y voces. La obra está compuesta por los siguientes movimientos: 18(19), Martía, Plegarias, Ecos, Anacnoris y Libertad. La obra está escrita en tres idiomas: español, latín y quechua en memoria a las tres lenguas que dominaban la época histórica a la que hace referencia. |
| 2020 | Michael Páez Navarro[cita requerida] | Bogotá, D. C.      | Entre la Niebla y lo Pasado                                                           | Ana María Romano Gómez Pedro Alejandro Sarmiento Eblis Javier Álvarez Vargas                                       | Premio Nacional de Música en composición para Orquesta Sinfónica, Coro Mixto (Satb), Coro de Niños y Jóvenes de Condiciones Especiales. |
| 2021 | Pablo Steven Arcos Vallejo           | Nariño             | [[ ]]                                                                                 | Amparo Ángel Juancho Valencia Antonio Arnedo                                                                       | Premio Nacional de Música en composición |
| 2023 | Camilo Andrés Méndez San Juan-       | Norte de Santander | por confirmar                                                                         | por confirmar | Premio Nacional de Música en composición |
| 2024 | Carlos Gonzalo Guzmán Muñoz          | Putumayo           | Liwaisi Xaneba                                                                        | por confirmar | Premio Nacional de Música en composición |
| 2024 | Sofía Elena Sánchez Messier          | Magdalena          | Tonada y Remolino en la Manigua                                                       | por confirmar | Premio Nacional de Música en composición (Estudiantina) |